# 入社
| ウィキペディアには「入社」という見出しの百科事典記事はありません（タイトルに「入社」を含むページの一覧/「入社」で始まるページの一覧）。 代わりにウィクショナリーのページ「入社」が役に立つかもしれません。 |